# 德內什蒂鄉 (哈爾吉塔縣)

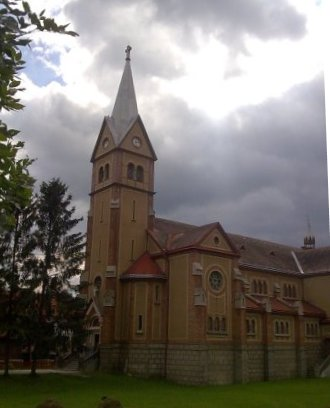

46°31′0″N 25°45′0″E / 46.51667°N 25.75000°E
德內什蒂鄉（羅馬尼亞語：Comuna Dănești, Harghita），是羅馬尼亞的鄉份，位於該國中部，由哈爾吉塔縣負責管轄，面積62平方公里，海拔高度704米，2007年人口2,425，人口密度每平方公里39人。